# الطريق الوطني رقم 7 (الجزائر)
الطريق الوطني 7 (RN7)، طريق وطني جزائري، يربط غليزان بالمركز الحدودي الجزائري المغربي. بطول حوالي 306 كم.

## تاريخ
تم تشييده عام 1879.

## المسار
مسارالطريق يمر بعدة مدن أهمها: غليزان - معسكر - تيزي - عين فكان - سفيزف - سيدي بلعباس - سيدي لحسن (ولاية سيدي بلعباس) - لمطار - أولاد ميمون (ولاية تلمسان) - تلمسان - مغنية (ولاية تلمسان) - زوج بغال الحدود الجزائرية المغربية
- 89 كلم بولاية سيدي بلعباس.[1]

يمر بالولايات التالية:
- ولاية غليزان
- ولاية معسكر
- ولاية سيدي بلعباس
- ولاية تلمسان

## منشآت فنية
- جسر ببلدية تيزي بطول 550 مترا كلف إنجازه 196 مليون دج.[2]

## ازدواجة الطريق
في 2009، إنطلقت بسيدي بلعباس أشغال إنجاز ازدواجية الطريق رقم7 الرابط بين سيدي بلعباس ومعسكر، على أن نتطلق أشغال توسيع الطريق الوطني الرابط بين تلمسان وسيدي بلعباس لاحقا.

## معرض صور

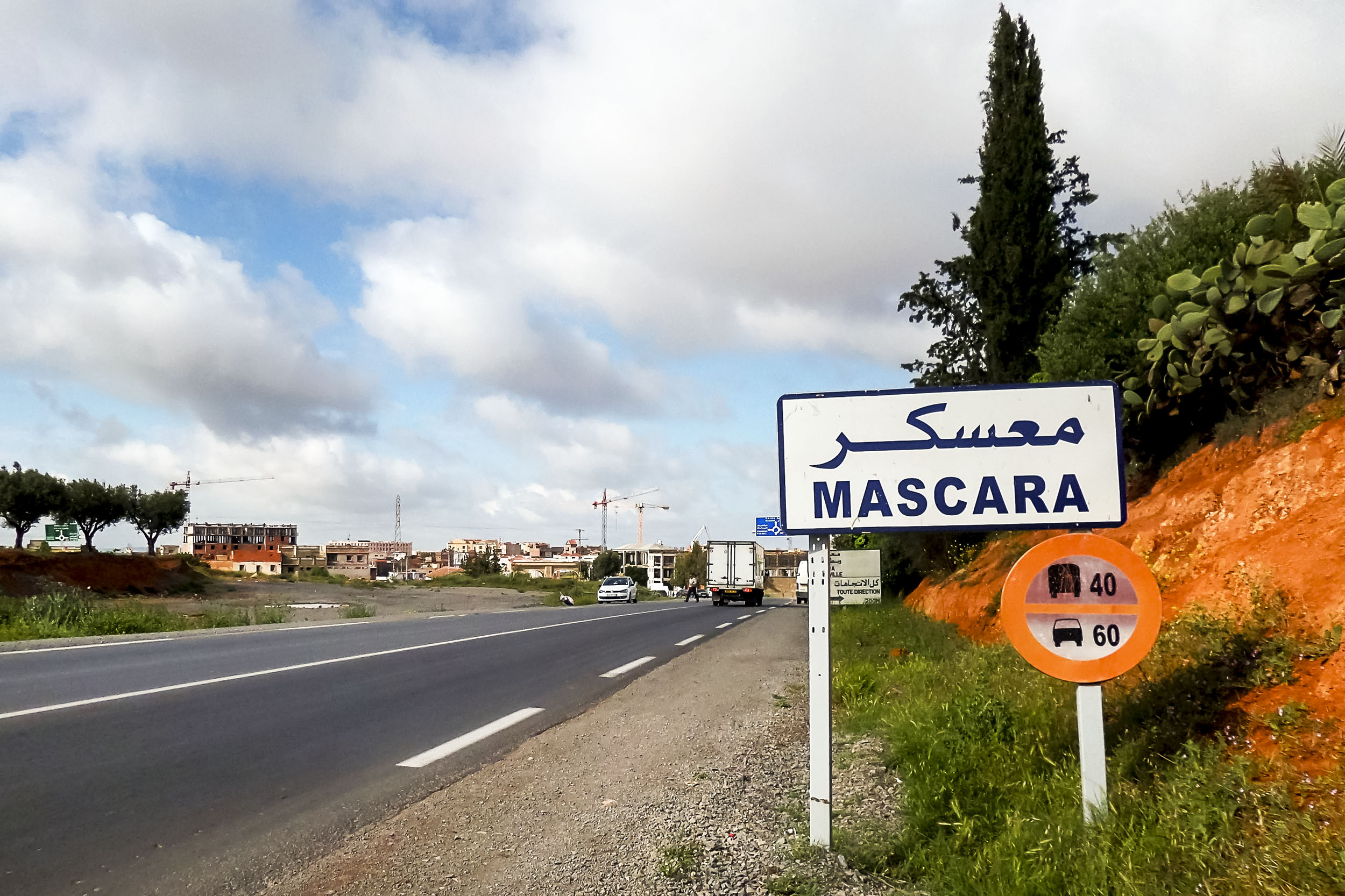
مدخل مدينة معسكر من جهة غليزان على الطريق الوطني رقم 7
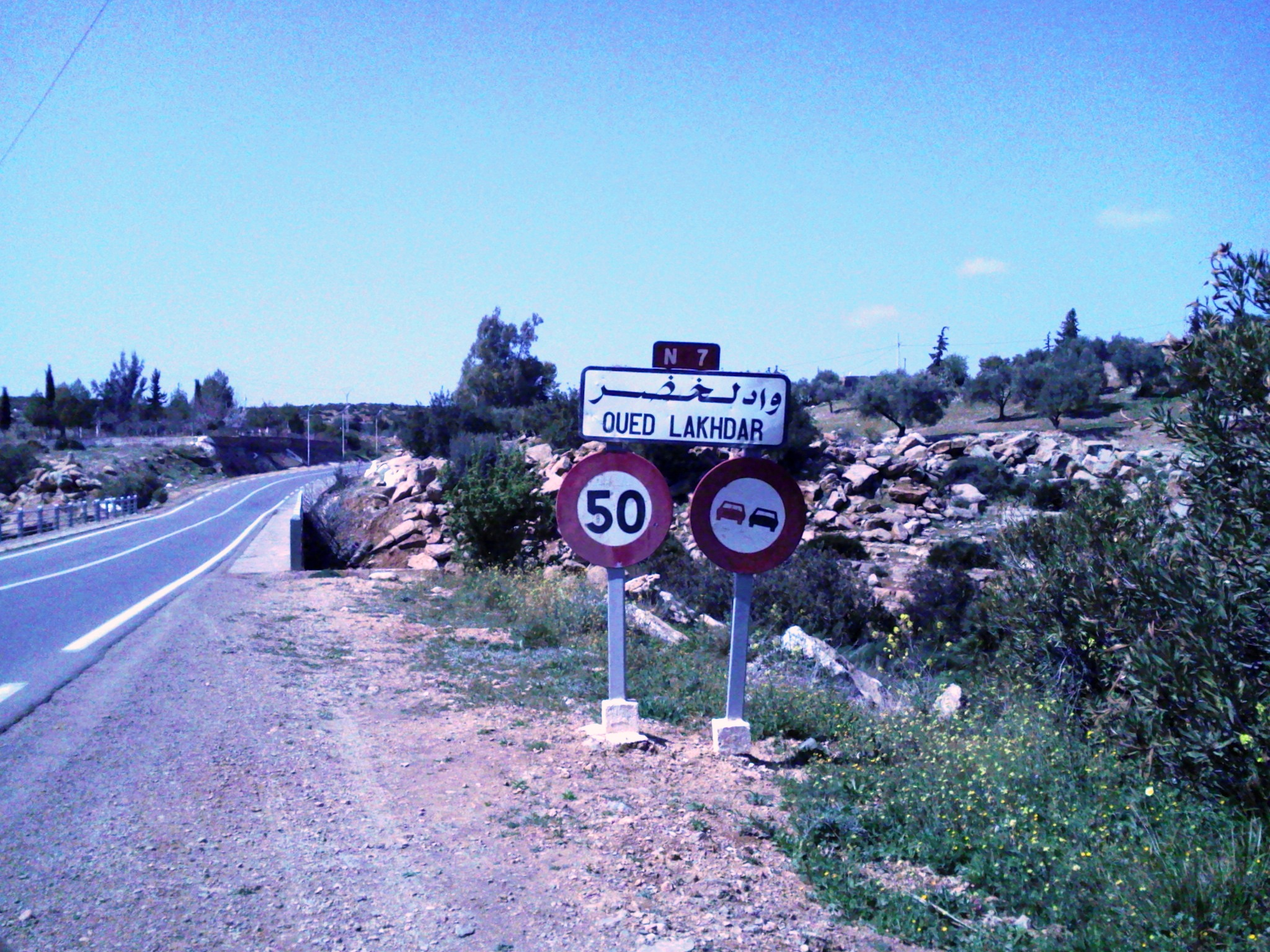
لوحة تشير إلى مدخل قرية واد شولي واد لخضر حاليًا
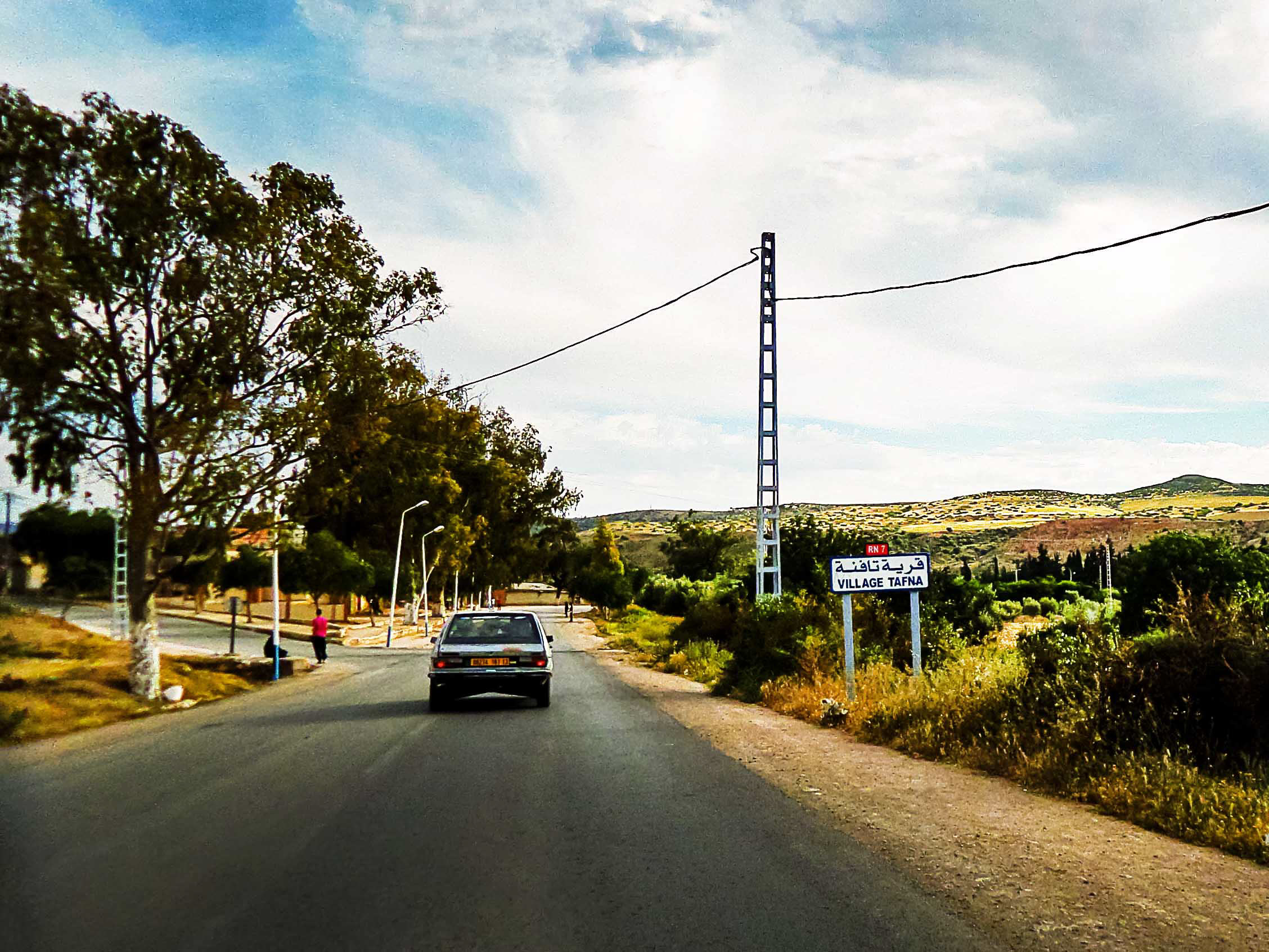
مدخل قرية تافنة